# Vombisidris occidua
Vombisidris occidua é uma espécie de formiga do gênero Vombisidris, pertencente à subfamília Myrmicinae.